# Pałac Moritzburg
Pałac Moritzburg (niem. Schloss Moritzburg) – zabytkowy pałac w miejscowości Moritzburg (Saksonia) w pobliżu Drezna.
Barokowy pałac, jeden z licznych niemieckich pałaców na wodzie.
Wybudowano go w latach 1542-1546 jako pałac myśliwski dla księcia Maurycego Wettyna. Kaplica została dodana między 1661 i 1671 według projektu Wolfa Caspara von Klengels i jest dobrym przykładem wczesnego baroku. W latach 1723 i 1733 na prośbę Augusta II Mocnego, elektora Saksonii i króla Polski zamek został przebudowany tak, aby móc pełnić funkcję wypoczynkową, czego skutkiem było założenie parku. Przebudowy odbyły się według projektów dwóch architektów - Matthäusa Daniela Pöppelmanna i Longeloune.
Elementy zdobnicze z wielu miejscach w obrębie pałacu są poświęcone dworskiej sztuce polowania. Okaz poroża jelenia szlachetnego uważany jest za największego na świecie. Jedna z sal (Monströsensaal) zawiera kolekcję 39 patologicznie zniekształconych poroży, wraz ze słynnym 66 punktowym porożem.
Na fasadzie powyżej głównego wejścia umieszczony został kartusz z herbem Rzeczypospolitej Obojga Narodów.
Część mieszkalna zawiera wspaniałe meble i srebrną zastawę wykonane w Augsburgu na wzór wersalskich mebli Ludwika XVI. Do najcenniejszych należy zbiór porcelany chińskiej, japońskiej, miśnieńskiej. Kolejnymi ważnymi eksponatami jest zachowana dobrze pozłacana skórzana tapeta oraz malowidła Lucasa Cranacha. W kaplicy znajduje się cenna rzeźba Chrystusa wykonana przez Balthasara Permosera. Zamek słynie również z innych rzeźb i stiukowych dekoracji z piaskowca.
Bażanciarnia w parku usytuowana jest na końcu osi głównej ogrodu, przy kanale prowadzącym do głównego zamku. Budowla ma bryłę sześcianu, dach w kształcie kopuły ma wysokie sklepienie. Z zamku od strony ogrodu schodami schodzi się na zatopiany parter, obecnie obsadzony trawą. Do pałacu położonego na wyspie wiedzie obsadzona szpalerami drzew grobla. Projekt bażanciarni zlecono Johannowi Danielowi Schade (1730-1798), który był architektem większości królewskich projektów budowlanych. Budowę zakończono około 1776 roku. Stary pawilon został całkowicie przebudowany od fundamentów. Jego zabudowania służyły jako lęgowiska ptaków, gdzie hodowano bażanty przeznaczone na polowania. Pawilon przechodził renowację do 2007 r.

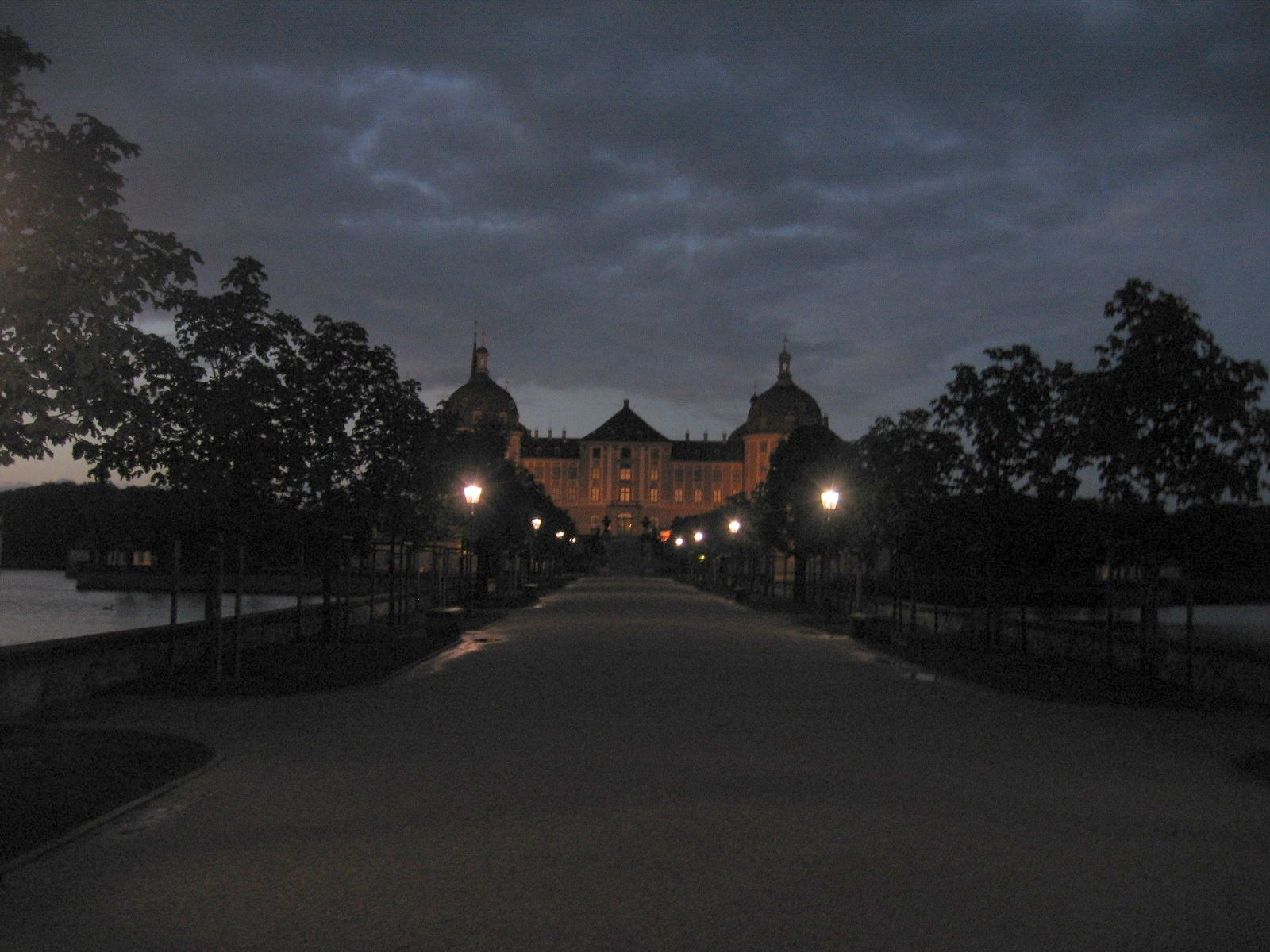
Pałac od strony grobli
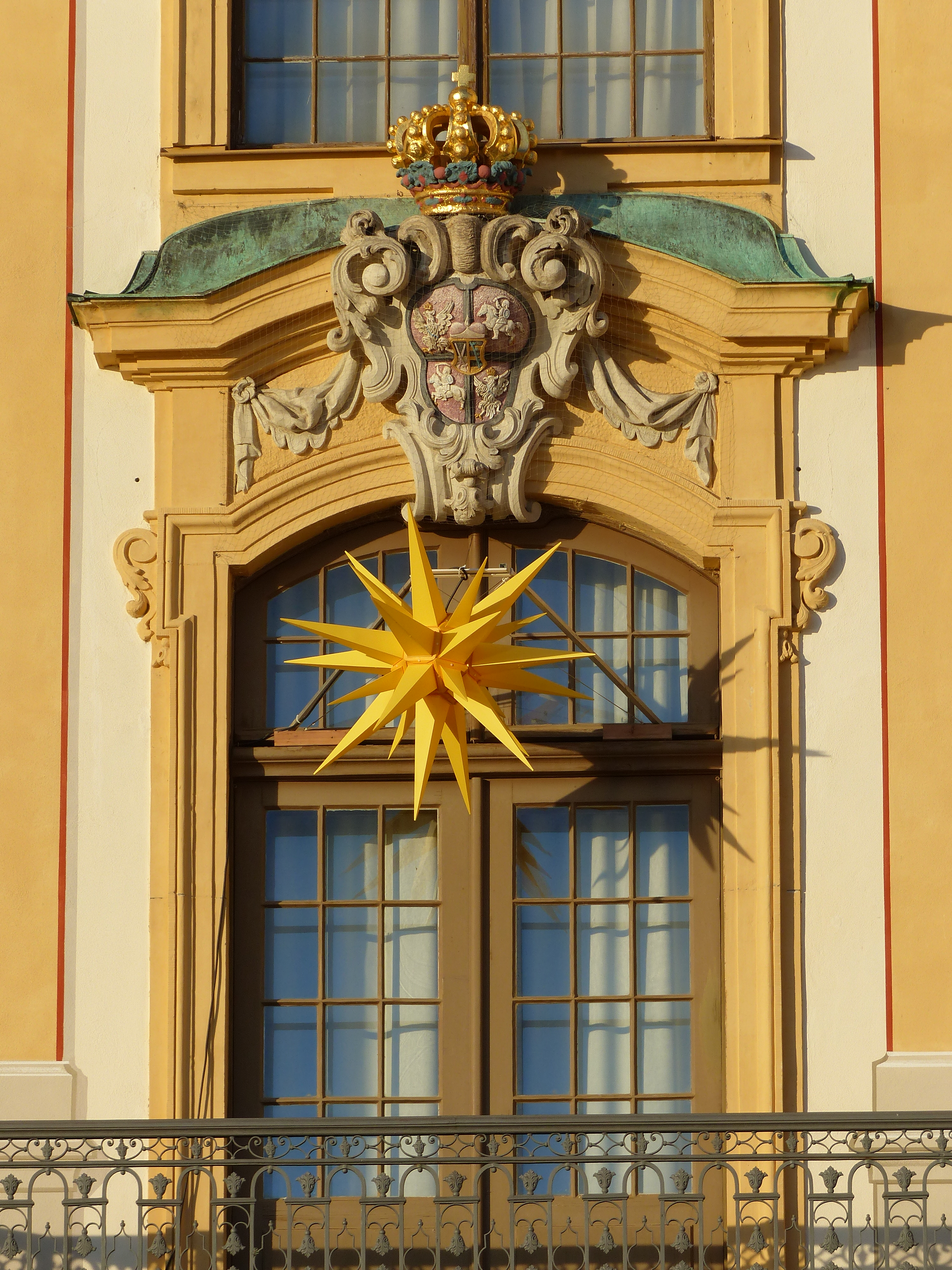
Herb Augusta II, RON
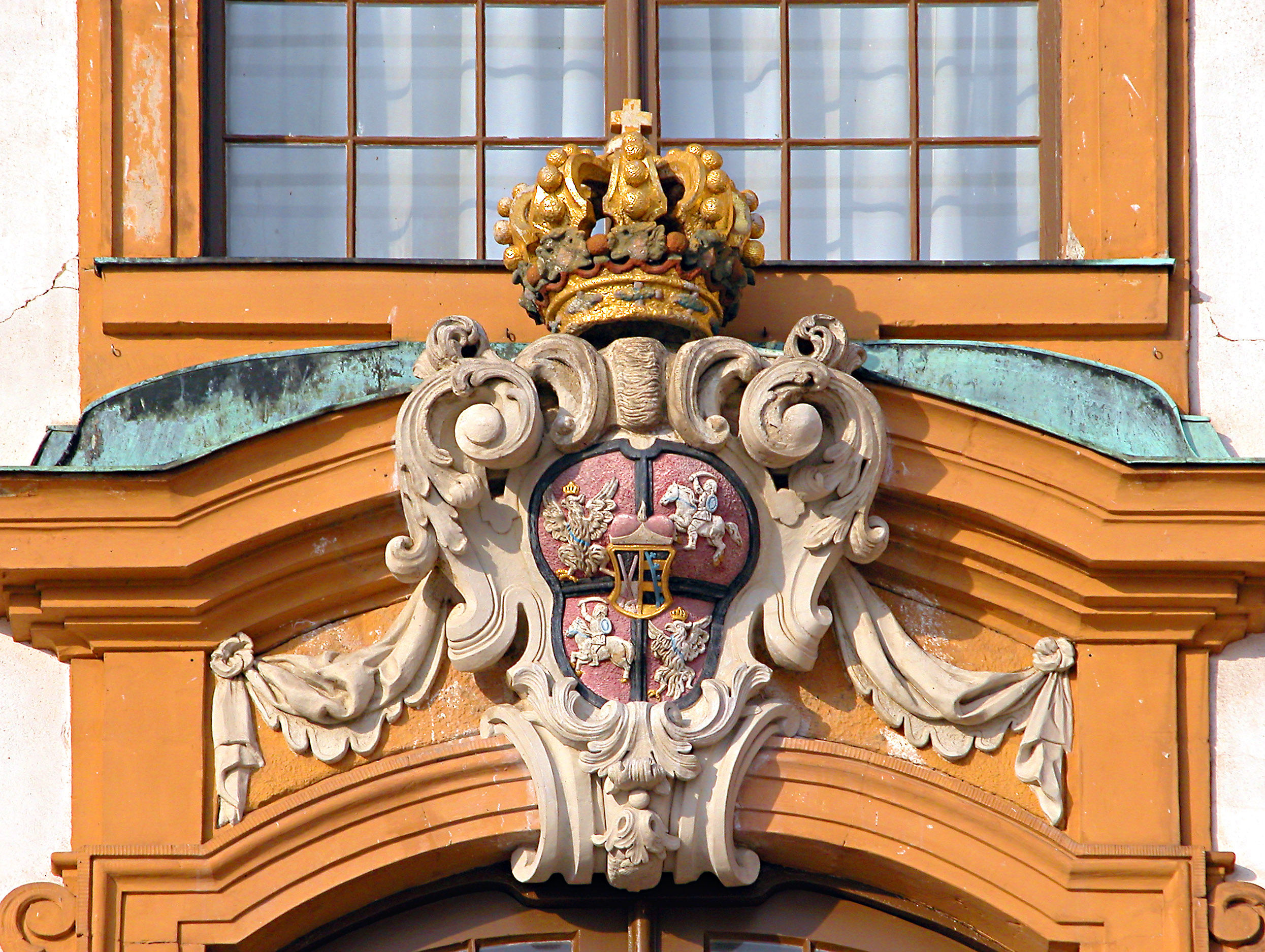
Herb Augusta II
Herb Augusta II
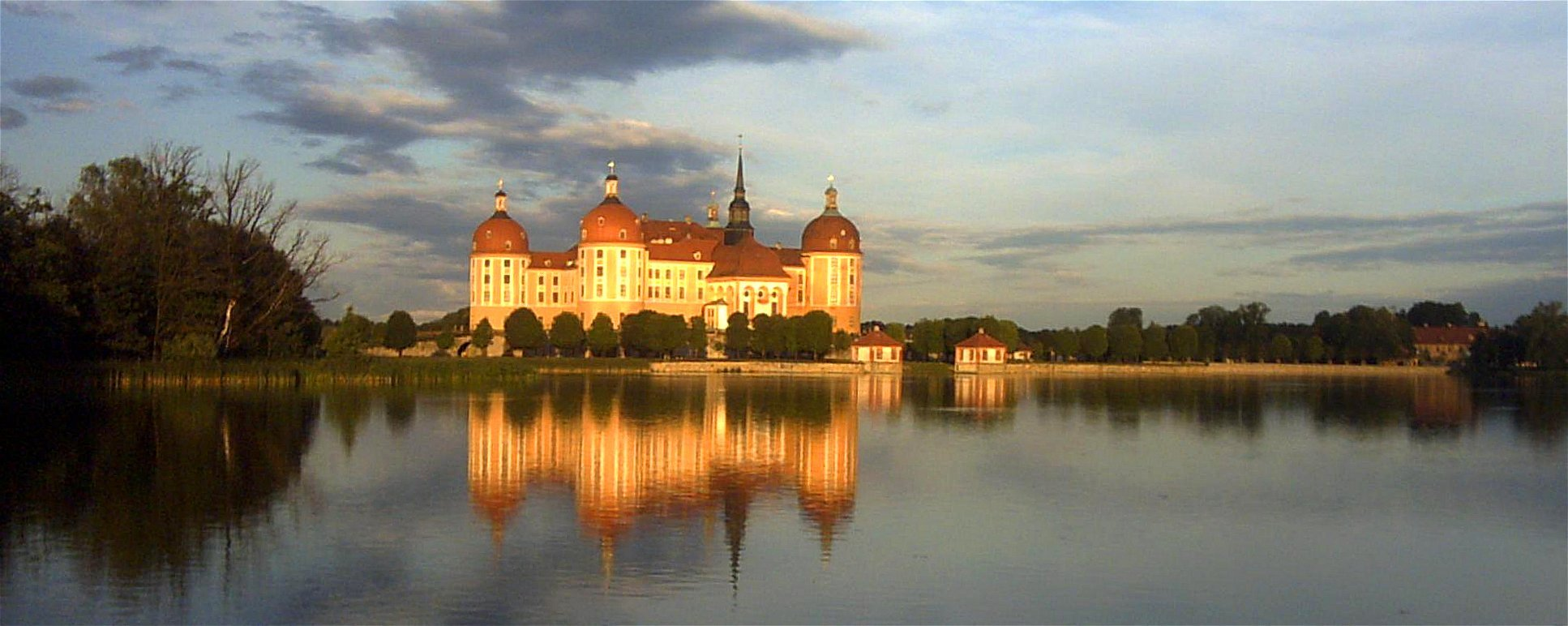
Pałac od strony południowej